# Луна Лъвгуд
Луна Лъвгуд (на английски: Luna Lovegood) е героиня от поредицата Хари Потър на Дж. К. Роулинг. Родена е през 13 февруари 1981 г., което я прави с една година по-малка от Хари. За първи път се споменава за Луна в петата книга от поредицата, а именно „Хари Потър и Орденът на Феникса“. Луна и Хари се сприятеляват след като само те двамата (впоследствие се разбира, че и Невил) виждат „тестроли“ (животни наподобяващи коне, но с крила и светещи очи. Тестролите могат да бъдат видени само от хора, които са се срещали със смъртта.)
Луна е единствено дете и живее с баща си в къща наподобяваща „голям черен цилиндър, приличащ на шахматен  топ“. Баща ѝ – Ксенофилиус Лъвгууд работи като главен редактор на списание „Дрънкало“ и Клюки и Интриги ,а майка ѝ (Пандора Лъвгуд) е починала, когато Луна била на 9, експериментирайки с магия.
След битката на Хогуортс, Луна Лъвгуд се жени за Ралф Скамандър, с когото по-късно имат близнаци – Лоркан и Лизандър.

## Външен вид
Косата ѝ е мръсно руса, дълга чак до кръста.Има очи с изпъкнали вежди,което придава на момичето учуден вид.Също така има замечтан поглед и често изглежда така,сякаш е попаднала на дадено място съвсем случайно.

## Хогуортс
Постъпва в Хогуортс същата година като Джини Уизли 1999 г. Луна е от дом Рейвънклоу. Участва в битката за Хогуортс.
Луна с готовност се включва в сбирките на ВОДА (Войнството на Обединения Дъмбълдоров Авангард, или накратко – войнството на Дъмбълдор) и там намира най-добрите си приятели – Невил Лонгботъм, Джини Уизли, Хари Потър, Рон Уизли и Хърмаяни Грейнджър, с които заедно защитава Хогуортс в последната книга. Образът на Луна Лъвгуд във филмите за Хари Потър изпълнява не чак толкова известната актриса Евана Линч, която става известна веднага след премиерата на първия ѝ филм, „Хари Потър и орденът на феникса“.